# Almika
Almika es una entidad de población española del municipio de Bermeo, perteneciente a la provincia de Vizcaya, en la comunidad autónoma del País Vasco.

## Toponimia
El lugar puede aparecer referido como Almika, Albóniga, Alboniga y Albóñiga.

## Historia
Hacia mediados del siglo XIX, el lugar, ya por entonces perteneciente a Bermeo, tenía contabilizada una población de 290 habitantes. Aparece descrito en el primer volumen del Diccionario geográfico-estadístico-histórico de España y sus posesiones de Ultramar de Pascual Madoz con las siguientes palabras:

ALBONIGA: barrio ó ald. en la prov. de Vizcaya (4 2/3 leg. á Bilbao), part. jud. y ayunt. de Bermeo (1/2): sit. en una montaña elevada con buenas vistas al Océano, clima sano y templado: tiene igl. parr. (Sta. Maria) servida por dos beneficiados que presenta la diputacion general del Señorio, á quien cedió el rey en 1827 todos sus patronatos á beneficio del establecimiento de los niños espósitos y partícipe e diezmos: se cree fundada á principios del siglo XI con título de monast. y fué donada en 1093 al de S. Millan de la Cogolla, por la condesa viuda de D. Iñigo Lopez; despues recayó en los Sres. de Vizcaya, quienes hicieron donacion perpétua al conv. de S. Francisco de Bermeo en 1357; pero á los 26 años la usurpó con violencia el dueño de la casa solar de Urquinza: en 1565 sufrió un incendio: reedificada y ampliada, consta de una nave de 83 pies de long. y 31 de lat.: tiene 40 sepulturas ademas del cementerio que la rodea. El térm. de Albóniga (V. Bermeo) es en lo general montuoso, aunque con tierras de buena calidad; prod.: maiz, trigo, vino chacolí, frutas, con especialidad peras, manzanas, castañas y nueces; arbolado de roble, madroños y otros arbustos para combustible; pasto para el ganado que cria, y alguna caza: tiene 15 molinos harineros: pobl. 50 vec.: 290 alm.
(Madoz, 1845, p. 333)

Para finales del siglo XIX, la población había descendido hasta los cuarenta habitantes. El barrio aparece también descrito en el primer volumen del Diccionario geográfico, estadístico, histórico, biográfico, postal, municipal, marítimo y eclesiástico de España y sus posesiones de ultramar de Pablo Riera y Sans, de la siguiente manera:

ALBOÑIGA.—Ald. agreg. al ayunt. de Bermeo, de donde dista 2 kilómetros. Cuenta 40 hab. y 10 edif. Organización judicial.—Depende del part. jud. de Guernica, aud. territorial de Búrgos. Organización civil.—Depende del gobierno civil de Vizcaya, de cuya capital que es Bilbao, dista 22 kilómetros. Organización militar.—Pertenece á la c. g. de las Provincias Vascongadas y gobierno militar de Bilbao. Organización económica.—Se halla sujeta á la admon. económica de su provincia, en union del ayunt. á que está agreg. Organización eclesiástica.—Depende de la dióc. de Vitoria. Tiene iglesia parroquial dedicada á Sta. María, servida por dos beneficios, que siempre ha presentado la Diputacion general del Señorío á quien cedió el Rey, en 1827, todos sus patronatos á beneficio de un establecimiento de niños espósitos: se cree fundada al principio del siglo XI con título de monasterio y fué donada en 1093 al de San Millan de la Cogulla, por la Condesa viuda de D. Iñigo Lopez; despues recayó en los Sres. de Vizcaya, quienes hicieron donacion perpétua al convento de San Francisco de Bermeo en 1357, pero á los veintiseis años la usurpó con violencia el dueño de la casa solar de Urquinza: en 1565 sufrió un incendio, pero fué reedificada y ampliada. Tiene cuarenta sepulturas además del cementerio que le rodea. Servicio público.—Recibe la corr. por la estac. de Bilbao, Vitoria y Zumárraga, f. c. de Bilbao y Zumárraga á Zornoza y estafeta del ayunt. de Albóñiga. Obras públicas y medios de comunicacion.—Los caminos son de herradura y vecinales, hallándose en regular estado de conservación. Poblacion.—Se compone de casas de uno y dos pisos. Artes, oficios, industria.—Su industria es la agricultura, y además tiene una porcion de molinos harineros. Situacion geográfica y topográfica.—Está situada en una montaña elevada, con buenas vistas al Océano, clima sano y templado. El término de Albóñiga es en general montuoso aunque con tierras de buena calidad. Produce maiz, trigo, vino, chacolí, frutas de todas clases, castañas y nueces; arbolado de roble, madroños y otros arbustos para combustible, pasto para el ganado y alguna caza.
(Riera y Sans, 1881, p. 238)

En 2023, la entidad singular de población tenía empadronados 69 habitantes.